# Фонтан с аистами и жабами

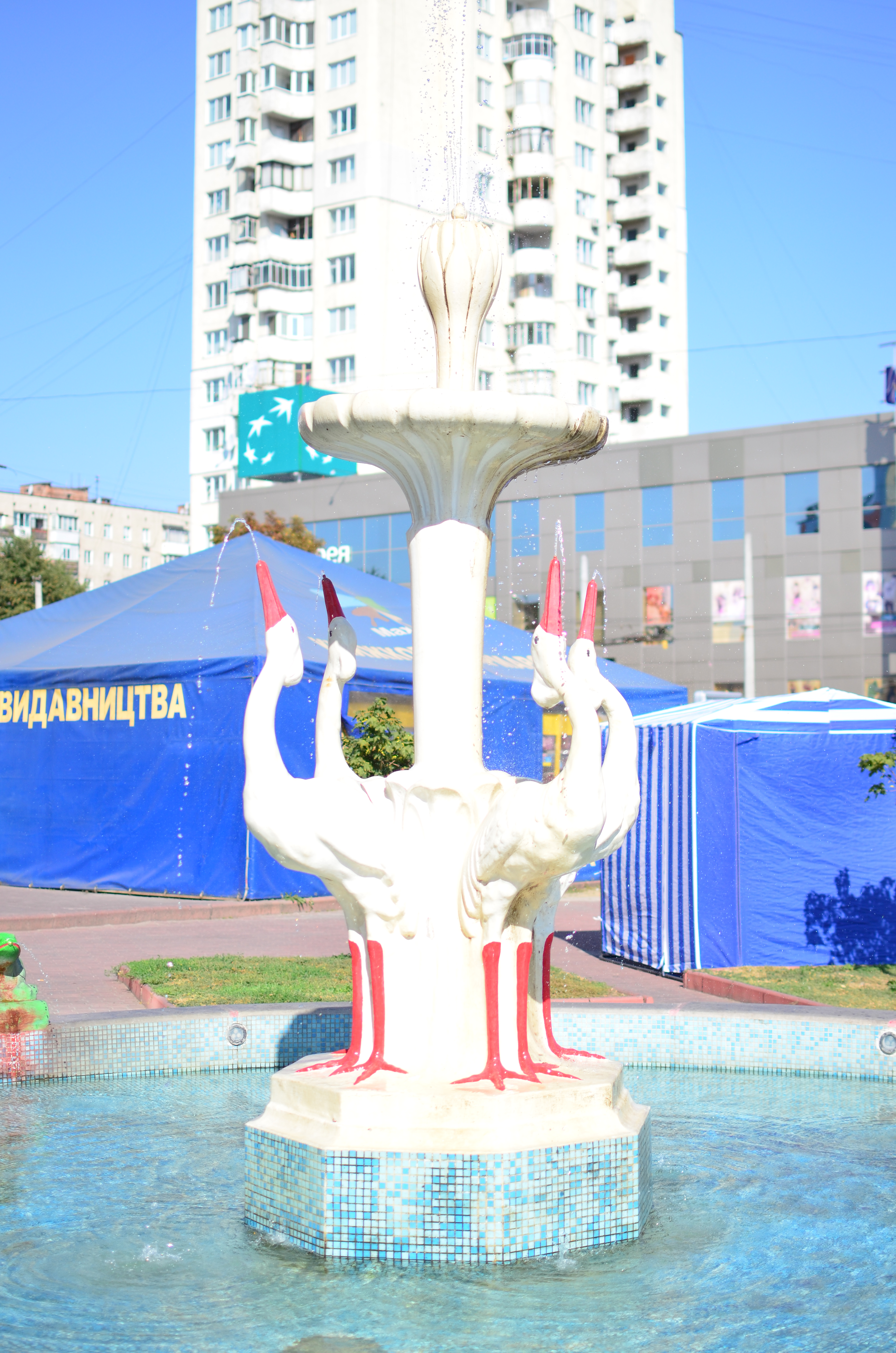
2016 год

Фонтан с аистами и жабами — сооружение с устройством для подачи воды в центре города Хмельницкого, которое расположено вблизи торгового центра «Детский мир» по улице Проскуровской, 4/3.

## История
В начале улицы Проскуровской в 1950-х годах был построен универмаг, который в конце XX — начале XXI века стал известен в городе под названием «Детский мир». Для обустройства территории возле универмага был заложен сквер. В 1956 году на территории сквера построили фонтан, главными архитектурными элементами которого стали лягушата и аисты. Фонтан в сквере в центре города стал одним из мест культурного отдыха для жителей. По состоянию на 2013 год были проведены реставрационные работы, которые улучшили состояние объекта — до этого он несколько лет не работал. В 2013 году фонтан с аистами и жабами был передан на баланс городского предприятия по содержанию нежилых помещений коммунальной собственности.
Ремонтные работы включали в себя следующий объём работ: замена старых труб, установка насосной станции, устранение протечек, установка средств механической и химической очистки и обеззараживания воды, обновление внешнего вида скульптурных элементов — аистов и жаб, ремонт чаши фонтана. Реставрационные и ремонтные работы обошлись в 130—140 тысяч гривен. Данные изменения позволили обеспечить работу фонтана в эконом-режиме.

## Описание
Чаша, декорированная мозаикой, вмещает 7 кубических метров воды. Работа фонтана происходит в замкнутом цикле, вода циркулирует по чаше фонтана. Подсветка работает с 20:00 до 23:00. Среди скульптурных элементов фонтана: 4 жабы и 4 аиста.